# Claye-Souilly
Claye-Souilly település Franciaországban, Seine-et-Marne megyében. Lakosainak száma 12 381 fő (2022. január 1.). Claye-Souilly Le Pin, Villeparisis, Villevaudé, Annet-sur-Marne, Charny, Fresnes-sur-Marne, Gressy, Messy és Mitry-Mory községekkel határos.

## Népesség
A település népességének változása:
| Lakosok száma | 11 599 | 12 228 | 12 582 | 12 486 | 12 264 | 12 172 | 12 316 | 12 282 | 12 381 |
|               | 2013   | 2015   | 2016   | 2017   | 2018   | 2019   | 2020   | 2021   | 2022   |